# فورد کا
فورد کا (Ford Ka) خودرویی است که از سال ۱۹۹۶ تا ۲۰۱۶ تولید شده‌است.
این خودرو در کلاس خودرو شهری قرار گرفته، طراحی آن خودروهای موتور جلو-محور جلو بوده‌است.